# Miquel IV de Constantinoble
Miquel IV Autorià (en grec medieval Μιχαήλ Δʹ Ἀυτωρειανός) va ser patriarca de Constantinoble de l'any 1208 fins a la seva mort el 1212.
Miquel era un home culte i membre del cercle literari d'Eustaci de Tessalònica. Havia arribat al càrrec de megas sacellarios (Gran Sacel·lari) quan la Quarta Croada va saquejar Constantinoble l'any 1204. Segons una carta que va escriure el teòleg Joan Apocauque el 1222, va ser nomenat bisbe d'Amastris, però David Comnè va rebutjar la seva nominació dient que anava en contra de la seva sobirania. L'any 1208 va ser nomenat patriarca per Teodor I Làscaris, com a successor de Joan Camater que havia mort l'any 1206. Làscaris havia establert l'Imperi de Nicea, successor de l'Imperi Romà d'Orient després de l'ocupació de Constantinoble per la Quarta Croada i la creació de l'Imperi Llatí, i havia intentat persuadir Joan Camater perquè s'instal·lés al seu territori, però el patriarca s'hi havia negat a causa de la seva edat i havia mort poc després.
Quan va ser nomenat patriarca, Miquel IV va coronar emperador a Teodor Làscaris, que ja havia estat aclamat emperador l'any 1205. Va morir a Nicea el mes d'agost de 1212.